# جورج كلارك (رسام كارتون)
جورج كلارك (بالإنجليزية: George Rife Clark)‏ هو رسام كارتون أمريكي، ولد في 22 أغسطس 1902، وتوفي في 25 مايو 1981.